# خافيير غارسيا غونزاليس
خافيير غارسيا غونزاليس (بالإسبانية: Javier García González)‏ هو سياسي مكسيكي، ولد في 21 نوفمبر 1942 في ولاية تلاكسكالا في المكسيك. حزبياً، نشط في الحزب الثوري المؤسساتي. وقد انتخب عضو مجلس النواب المكسيك.